# Kamienna (województwo opolskie)

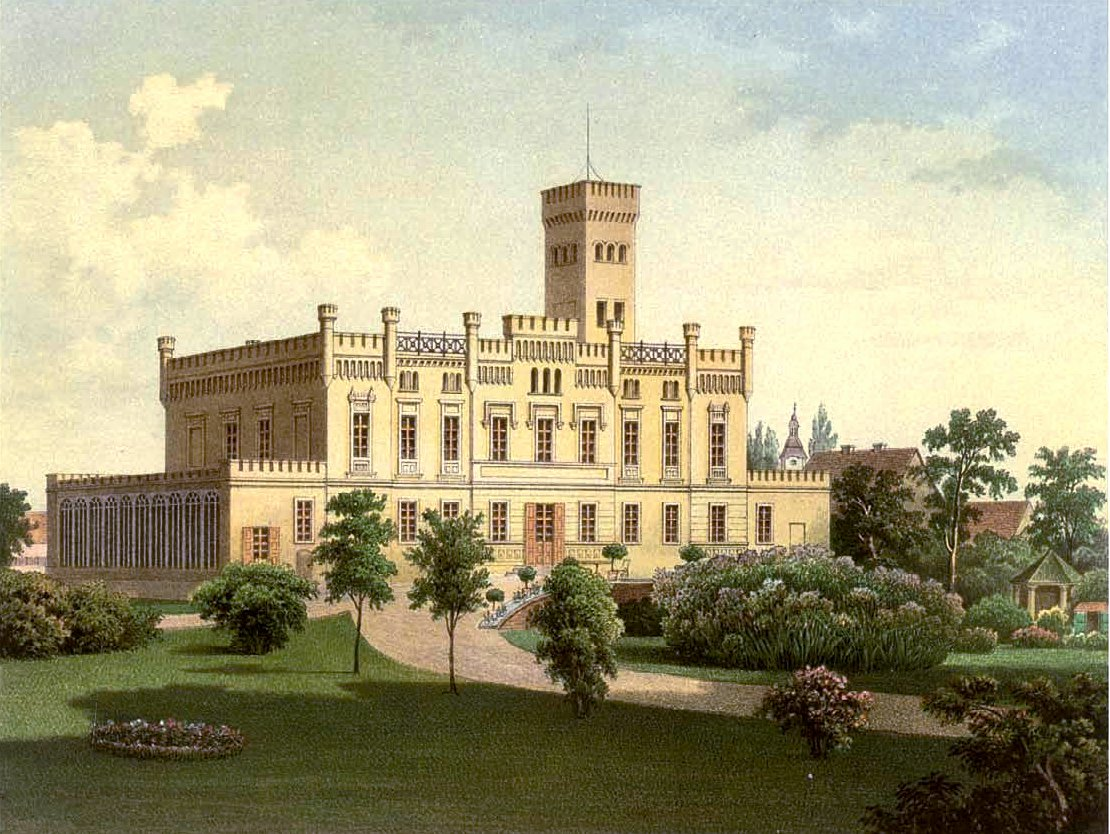
Zamek w Kamiennej w roku 1860, doszczętnie zniszczony w 1945, ze zbiorów Aleksandra Dunckera

Kamienna (niem. Giesdorf) – wieś w Polsce, położona w województwie opolskim, w powiecie namysłowskim, w gminie Namysłów.
W latach 1954–1959 wieś należała i była siedzibą władz gromady Kamienna, po jej zniesieniu w gromadzie Bukowa Śląska, którą zniesiono w 1961 r, tworząc ponownie gromadę Kamienna. W latach 1975–1998 miejscowość administracyjnie należała do ówczesnego województwa opolskiego.

## Nazwa
W księdze łacińskiej Liber fundationis episcopatus Vratislaviensis (pol. Księga uposażeń biskupstwa wrocławskiego) spisanej za czasów biskupa Henryka z Wierzbna w latach 1295–1305 miejscowość wymieniona jest w zlatynizownej formie Camenna.
| SIMC    | Nazwa    | Rodzaj     |
| ------- | -------- | ---------- |
| 0499548 | Grabówka | przysiółek |

## Historia wsi
Pierwsza wzmianka o Kamiennej pochodzi z 1305. Stanowiła biskupią wieś czynszową. Największy swój rozwój wieś przeżywała w XIX wieku, co związane było z dynamicznym rozwojem hodowli zwierząt. W 1857 Kamienną odwiedził następca tronu pruskiego Fryderyk Wilhelm, z okazji wystawy zwierząt hodowlanych i wyścigów konnych. Do 1945 wieś rozwijała się pomyślnie, funkcjonowały tu: hotel, szkoła katolicka i zamek (doszczętnie zniszczony w 1945). Po II wojnie światowej dotychczasowych niemieckich mieszkańców przesiedlono do Niemiec, a ich miejsce zajęli repatrianci z Kresów Wschodnich (pierwszymi polskimi osadnikami byli: Feliks Kłobuch, Stefan Mączka i Mieczysław Chrzanowski). Do początków lat 70. Kamienna stanowiła osobną gminę, następnie wcielono ją do gminy Namysłów.

## Zabytki
Do wojewódzkiego rejestru zabytków wpisane są:
- kościół fil. pw. św. Jadwigi Śląskiej, wzniesiony w l. 1804-1805 w miejscu dawnego kościoła drewnianego

- kaplica grobowa – cmentarna, murowana z 1839 r., neogotycka, usytuowana ponad kryptą zachowaną z dawnego drewnianego kościoła pochodzącego z 1638 r., rozebranego w l. 1804/1805, na cmentarzu rzym.-kat.

## Literatura
- Szetelnicki Janusz, Wodziana Elżbieta, Kapłon Joanna, Kamienna k. Namysłowa : 200 lat kościoła pw. św. Jadwigi Śląskiej : 700-lecie pierwszej wzmianki o miejscowości, Namislavia, Namysłów 2005, ISBN 83-922091-4-1.